# Државни савет (Србија)
Државни савет Краљевине Србије је био управни суд и управни орган у Кнежевини и Краљевини Србији.

## Историја
Државни савет је био државни орган чија се моћ и надлежност час сужавала час проширивала. Историја Државног савета почиње у доба Карађорђева устанка. Вршио је врховну законодавну, управну и судску власт. Касније је морао делити ту власт с књазом, а од времена организације судске власти остала му је само законодавна и управна власт. Под Милошем је укинут, али оживео је опет хатишерифом од 1830. Свој облик добио је тек Сретењским уставом (1835) као највиша власт у Србији до књаза која заједно са њим учествује и у управи и у законодавству. У борби са књажевском влашћу моћ и надлежност Државног савета се час сужавала час проширивала. Милошев пораз у сукобу са опозицијом је дошао онда када је Порта издала Турски устав, којим је сва власт у Кнежевини Србији пренета на Државни савет, који су чинили углавном Милошеви противници. За време уставобранитеља Државни савет је засенио моћ кнеза Александра Карађорђевића и скупштине која се само једном састала. Државни савет је у закону од 3. маја 1858. достигао кулминацију своје власти.
Државни савет је изгубио значај првог и најважнијег чиниоца у држави другим доласком на престом кнеза Михаила. За разлику од кнеза Александра, кнез Михаило није дозволио да утицај Државног савета превлада. Законом о устројству Државног савета од 17. августа 1861. његова овлашћења су смањена, али је остао и даље важан фактор у законодавству и управи. Прокламовањем Намесничког устава (1869) његова правна природа је из основа измијењена. Законодавна власт прелази на Народну скупштину, а за Државни савет се отвара ново поље рада са врло широким административним и административно-судским атрибуцијама. У законодавству остаје му само функција саветодавног органа. Као адмистративни орган сарађује у решавању важних питања, нарочито финансијске природе, а као управни суд решава сукобе о надлежности административних власти и »административне спорове« односно спорове између грађана и министара о законитости њихових аката. Тиме је Државни савет добио своје дефинитивно обележје. Касније промене нису тангирали битност и Радикалски устав (1888) прописује за сваки законски предлог претходно обавезно тражење мишљења Државног савета, а одлуке о административним споровима постају, за разлику од Устава од 1869, обавезне за министре. Априлским уставом (1901) и Законом о уређењу Државног савета од 21. децембра 1901. и Законом о пословном реду у Државном савету од 31. јануара 1902. проширују се административно-судске функције Државног савета тиме што се допушта заснивање административног спора и против указа и то од стране Главне контроле у циљу заштите државних материјалних интереса. Ово стање траје све до Видовданског устава (1921).
Видовданским уставом задржава се Државни савет у свима својим дотадашњим атрибуцијама, с јединим изузетком што му се одузима саветодавна функција у питањима законодавства. Чланом 131. прелазних наређења Устава прописано је да се до доношења закона о Д. С. о пословном реду у Д. С. привремено проширује важност дотичних закона Србије на целу државу са изменама и допунама које буду извршене на начин предвиђен у члану 133 (скраћени поступак изједначење законодавства). Место измена и допуна овим законима донет је нов закон о Д. С. и управним судовима од 17. маја 1922. На основу датог овлашћења из члана 47. новог закона донесена је краљева уредба о пословном реду у Д. С. и управним судовима.

## Састав
Државни савет је био састављен од 16 чланова од којих је осам именовао краљ, а осам бирала Народна скупштина. Краљ је предлагао Народној скупштини листу од 16 кандидата између којих је она бирала осморицу, а које је краљ постављао за саветнике. Народна скупштина са своје стране је предлагала краљу листу од 16 кандидата између којих је краљ постављао осморицу за саветнике. На исти начин су се попуњавала упражњена места у Државном савету. Председника и потпредседника Државног савета је постављао краљ из средине Државног савета на три године.
Државни саветници су могли бити они српски грађани који су навршили 35 година, који су свршили у Србији или на страни факултет или вишу стручну школу која је била у реду факултета и који су провели 10 година у државној служби.
Државни саветници су се постављали на цео живот. Они су улазили у ред осталих државних чиновника. Саветници нису могли бити преко своје воље уклоњени са својих места ни преведени у друга звања државне службе. Они се нису могли ни у пензију ставити преко своје воље, сем ако су навршили 40 година државне службе или 65 година живота, или ако су били тако оболели да нису могли више вршити своју дужност. Ако би државни саветник постао министар, његово место у Државном савету се није попуњавало. Када би престао бити министар, он се враћао у Државни савет на своје место.

## Делокруг
Државни савет је имао ове дужности:
- да на позив владе израђује законске предлоге и нацрте административних наредби од општег значаја и да даје влади своје мишљење о предметима које би му она поднела;
- да проучава законске предлоге, које је влада подносила Народној скупштини или који су потекли из скупштинске иницијативе, и да даје своје мишљење о њима. Ово мишљење није било обавезно ни за Народну скупштину ни за владу, али се ипак морало увек у целини саопштити Народној скупштини пре него што би она узела дотични законски предлог у претрес;
- да саставља кандидациону листу за упражњена места у Главној контроли, у Касационом суду и у Апелационом суду;
- да доноси завршна решења о жалбама које су се тицале избора за окружне скупштине и одборе и општинских избора;
- да као дисциплинарни суд суди државним чиновницима;
- да разматра и решава жалбе против министарских решења у спорним административним питањима. Ова решења су била обавезна за министре;
- да решава сукобе између административних власти;
- да одобрава делимичне издатке из општег кредита, одређеног буџетом за ванредне потребе, као и делимично употребљавање кредита одређеног на грађевине, уколико би издатак у појединим случајима био већи од суме којом је министар могао само по закону располагати;
- да одобрава изузетно ступање у српско грађанство;
- да одобрава поравнања између државе и појединих лица која би се показала као корисна по државне интересе;
- да решава да ли је по закону имало места заузимању непокретних добара за општенародну потребу;
- да разматра и решава по жалбама против указа којима су се вређала законска приватна права. Главна контрола је имала права да се жали у име државе ако је указом био повређен какав државни материјални интерес у корист појединаца;
- да разматра и решава по жалбама против министарских решења донесених по предметима за које министар није био по закону надлежан или који су прелазили круг његове законом одређене власти. Ова решења су била обавезна за министра;
- да врши послове који би му били одређени разним земаљским законима.

## Председници
- Стефан Стефановић Тенка (1835)
- Тома Вучић Перишић (?)
- Јеврем Обреновић (1839)
- Стојан Симић (1842)
- Стефан Стефановић Тенка (1848)
- Стевча Михаиловић (1860)
- Јован Мариновић (1861)
- Ђорђе Ценић (?)
- Лазар Докић (?)
- Стојан Новаковић (?)
- Ђорђе Симић (1901)
- Сава Грујић (1903)
- Сава Грујић (1906—1910)